# تئودور رشتونی
تئودور رشتونی (به ارمنی: Թեոդորոս Ռշտունի) یکی از فرماندهان نظامی ارمنی و شاهزاده ارمنستان بود. او پیش از وارازتیروتس باگراتونی این مقام را بر عهده داشت.